# Bibergschanze
Il Bibergschanze (letteralmente, in tedesco: "trampolino Biberg") è un trampolino situato a Saalfelden, in Austria, in località Uttenhofen entro il complesso Felix-Gottwald-Schisprungstadion ("Stadio per il salto Felix Gottwald").

## Storia
Aperto nel 1970, l'impianto ha ospitato i Campionati mondiali juniores di sci nordico nel 1988 e nel 1999 e varie tappe della Coppa del Mondo di combinata nordica e della Coppa Continentale di salto con gli sci.

## Caratteristiche
Il trampolino normale ha il punto K a 85 m; il primato di distanza appartiene al giapponese Kazuki Nishishita (98 m nel 1999); il primato femminile (96 m) è stato stabilito dalla norvegese Anette Sagen nel 2003. Il complesso è attrezzato anche con salti minori K60, K30 e K15.